# Chemin des Sept-Deniers
Le chemin des Sept-Deniers est une voie de Toulouse, chef-lieu de la région Occitanie, dans le Midi de la France.

## Situation et accès

### Description
Le chemin des Sept-Deniers est une voie publique. Il traverse le quartier du même nom, dans le secteur 3 - Nord.
La chaussée compte une voie de circulation automobile à sens unique entre la rue Pablo-Casals et la rue Franz-Schubert, une voie de circulation à double-sens entre la rue Pablo-Casals et la rue des Troènes, puis une voie de circulation dans chaque sens entre la rue des Troènes et le rond-point Frédéric-Lubin-Lebrère. Elle est de plus définie, entre la rue Franz-Schubert et la rue Pablo-Casals, comme une zone de rencontre, où la vitesse y est limitée à 20 km/h puis, entre la rue Pablo-Casals et le rond-point Frédéric-Lubin-Lebrère, comme une zone 30 et la vitesse y est limitée à 30 km/h. Il n'existe pas de bande, ni de piste cyclable.

### Voies rencontrées
Le chemin des Sept-Deniers rencontre les voies suivantes, dans l'ordre des numéros croissants (« g » indique que la rue se situe à gauche, « d » à droite) :
1. Rue Jean-Gayral
2. Rue Pablo-Casals (d)
3. Rue François-Couperin (g)
4. Rue Jean-Baptiste-Lulli (g)
5. Allée Anne-Laure-Arruebo (d)
6. Place Ferdinand-Louët (d)
7. Rue des Troènes (d)
8. Rond-point Frédéric-Lubin-Lebrère

### Transports
Le chemin des Sept-Deniers n'est pas directement desservi par les transports en commun Tisséo. Il est cependant parallèle à la route de Blagnac, parcourue par les lignes du Linéo L1 et de bus 70. En 2028, le chemin sera directement accessible par la station Sept-Deniers, sur la future ligne de métro .
Les stations de vélos en libre-service VélôToulouse les plus proches sont les stations no 219 (35 rue Giacomo-Puccini), no 240 (face 103 bis route de Blagnac) et no 287 (114 rue des Troènes). 

## Odonymie
Le chemin tient son d'un ancien pré communal qu'il longeait et qui était loué au XIVe siècle au prix de sept deniers tolzans. Ce nom, qui ne s'est jamais altéré, s'est conservé et s'est élargi au village qui s'est développé à partir du XVe siècle, puis à l'ensemble du quartier. Il s'est d'ailleurs appliqué à plusieurs rues du quartier : l'avenue des Sept-Deniers (actuelle rue Franz-Schubert), le chemin de Traverse-des-Sept-Deniers (actuel chemin de Garric), le petit-chemin des Sept-Deniers (actuelle rue Jean-Gayral et chemin de la Garonne) et la rue Traversière-des-Sept-Deniers (actuelle rue Giacomo-Puccini).

## Patrimoine et lieux d'intérêt

### Maisons

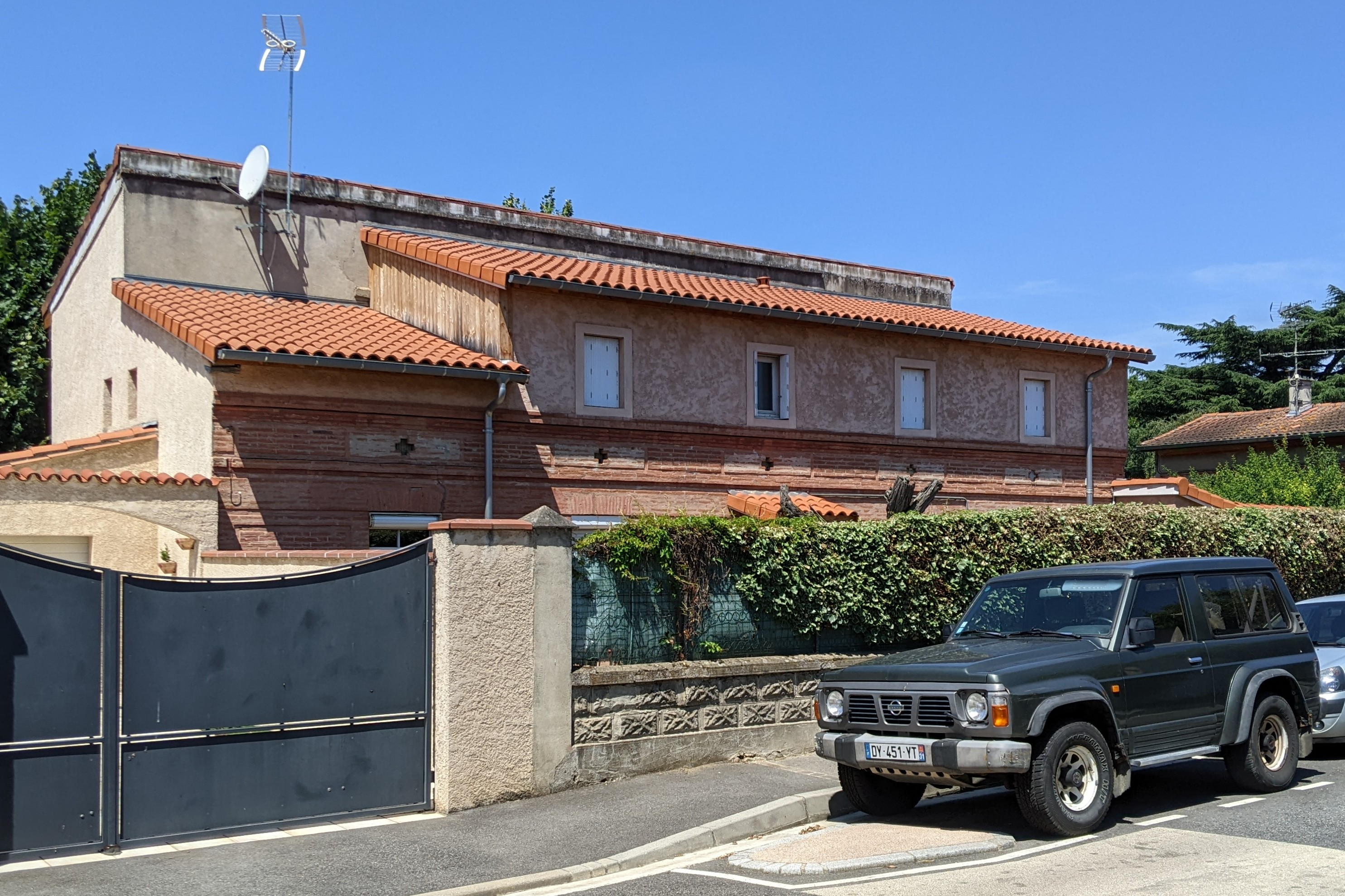
no 3 : maison toulousaine.

- no  3 : maison toulousaine. 
La maison toulousaine, construite vers 1900, est bâtie en brique. Elle possède une façade symétrique, mise en valeur par le bossage. Au rez-de-chaussée, la porte est encadrée de deux fenêtres de chaque côté. Le niveau de comble à surcroît est aéré par des ouvertures en forme de croix. Il a été surélevé à la fin du XXe siècle[3].

- no  9 : maison toulousaine. 
La maison toulousaine, construite dans la deuxième moitié du XIXe siècle, est bâtie en brique. Elle s'élève sur deux niveaux, séparés par un cordon de brique. Le niveau de comble à surcroît est aéré par de simples ouvertures rectangulaires[4].

- no  22 : maison toulousaine. 
La maison toulousaine, construite dans la deuxième moitié du XIXe siècle, est bâtie en brique. Le rez-de-chaussée est éclairé par deux fenêtres. Le comble à surcroît est aéré par des ouvertures en céramique. La façade est couronnée d'une corniche à denticules[5].

- no  37 : maison.
- no  45 : maison[6].
- no  46 : maison toulousaine[7].
- no  47 : maison toulousaine[8].
- no  48 : maison toulousaine[9].

### Parcs et stades
- parc des Sept-Deniers.

- complexe sportif du Stade toulousain Ernest-Wallon. 
Le complexe sportif Ernest-Wallon occupe un vaste espace d'une dizaine d'hectares, limité par la rue des Troènes au sud, le chemin des Sept-Deniers à l'ouest et les voies de l'échangeur no 31 du périphérique à l'est. Il est aménagé à la suite de la destruction des installations du Parc des sports des Ponts-Jumeaux, que le club occupait depuis 1907, afin d'aménager l'échangeur no 30 des Ponts-Jumeaux de la rocade ouest. Le complexe sportif actuel comprend le nouveau stade est construit entre 1978 et 1982, puis rénové et agrandi en 2006. Il prend le nom d'Ernest Wallon, professeur à la faculté de droit, fondateur de la Société des amis du Stade toulousain, propriétaire du Parc des sports des Ponts-Jumeaux, puis de l'actuel complexe sportif Ernest-Wallon[10]. Le long du chemin des Sept-Deniers s'élèvent divers bâtiments, dont le Centre de formation et de développement sportif inauguré en 2013, ainsi que plusieurs terrains d'entraînement.

- parc des Sports du TOAC.